# Baumweg
Koordinaten: 52° 54′ 44″ N, 8° 8′ 30″ O
Der Baumweg ist ein Waldgebiet in den niedersächsischen Gemeinden Emstek im Landkreis Cloppenburg und Großenkneten im Landkreis Oldenburg. Teile des Waldes sind als Naturschutzgebiete ausgewiesen.

## Beschreibung
Der Wald liegt nordöstlich von Cloppenburg auf einem historisch alten Waldstandort in einer Grundmoränenlandschaft im Westen des Naturparks Wildeshauser Geest. Er ist rund 2400 Hektar groß.
Große Teile des Waldes wurden bis zum Ende des 18. Jahrhunderts vom Fürstbischof von Münster als Jagdrevier genutzt. Gleichzeitig diente er als Viehweide für die Bauern der umgebenden Höfe, die aus dem Wald auch Bau- und Brennholz sowie Plaggen und Laubstreu für die Ställe holten. Durch die Nutzung als Viehweide entstand auf über 100 Hektar des Waldes ein Hutewald. Anfang des 19. Jahrhunderts ging der Wald in Oldenburger Staatsbesitz über. Große Teile des Hutewaldes wurden abgeholzt, da das Holz nicht nutzbar war, und die Flächen mit Rotbuchen, Fichten und Kiefern aufgeforstet.
Zu Beginn des 20. Jahrhunderts wurden in rund drei Jahrzehnten in den an das Lethetal angrenzenden Heide- und Sandflächen der Sager Heide Fischteiche angelegt und weitere Flächen um die Teiche aufgeforstet.
Nach dem Zweiten Weltkrieg wurde der Wald zur Gewinnung von Brennholz und für Reparationshiebe genutzt. Die abgeholzten Flächen wurden später wieder aufgeforstet, ebenso wie nach dem Orkan Quimburga, dem am 13. November 1972 große Waldflächen durch Windbruch zum Opfer fielen.
Im Süden quert die Bundesstraße 213 das Waldgebiet. Von der Bundesstraße verläuft eine (für den Individualverkehr gesperrte) Straße zu den Ahlhorner Fischteichen. Weitere Straßen erschließen das Teichgebiet von Westen sowie das Blockhaus von Norden.
Der Name des Waldes stammt von einem alten Handelsweg, der zwischen Emstek und Oldenburg über Halen und Littel verlief und dabei nördlich von Halen am Lethetal entlang den Wald querte. Der Wald wird von den Niedersächsischen Landesforsten bewirtschaftet.

## Flora und Fauna
Im Wald stocken vor allem Stiel- und Traubeneiche sowie Hainbuche, Rotbuche, die verstärkt nach dem Zweiten Weltkrieg durch Aufforstungen in den Wald eingebracht wurde, Fichte und Japanische Lärche, teilweise als Mischwälder, teilweise auch als Nadelforste, aber auch stellenweise große Stechpalmenbestände.
Der Wald beherbergt u. a. die Säugetiere Damhirsch (die Art wurde in den 1930er-Jahren im Wald angesiedelt), Reh, Dachs, Kaninchen, Baummarder, Iltis, Hermelin, Eichhörnchen und Waldmaus. Die Avifauna ist u. a. durch Habicht, Mäusebussard, Sperber, Waldohreule, Wald- und Steinkauz, Rabenkrähe, Eichelhäher, Waldschnepfe, Schwarz- und Buntspecht, verschiedene Drosseln, Buchfink, Rotkehlchen, Kleiber, Baumläufer, Ziegenmelker, verschiedene Laubsänger, Fichtenkreuzschnabel und Gimpel vertreten. Alt- und Totholzbestände bieten dem Hirschkäfer sowie zahlreichen anderen totholzbewohnenden Käferarten einen Lebensraum. Weiterhin ist z. B. die Rote Waldameise heimisch. Fischteiche und Lethe sind u. a. Lebensraum verschiedener Libellen, Wälder und Teiche beherbergen außerdem verschiedene Fledermäuse.

## Schutzstatus
Im Waldgebiet Baumweg liegen zwei Naturschutzgebiete: das gleichnamige, rund 61 Hektar große Naturschutzgebiet „Baumweg“ im Süden sowie das rund 437 Hektar große Naturschutzgebiet „Ahlhorner Fischteiche“ im Norden und Osten des Waldes. Beide Naturschutzgebiete sind gleichzeitig als FFH-Gebiet ausgewiesen. Das FFH-Gebiet „NSG Baumweg“ ist nahezu deckungsgleich mit dem Naturschutzgebiet „Baumweg“, während das FFH-Gebiet „Sager Meer, Ahlhorner Fischteiche und Lethe“ über den Geltungsbereich der Naturschutzverordnung hinausgeht (so sind u. a. die Gebäudebereiche der Teichwirtschaft Ahlhorn, des Waldpädagogikzentrums und des Blockhauses aus dem Geltungsbereich der Naturschutzverordnung ausgenommen). Nach Norden und Osten schließt sich das Landschaftsschutzgebiet „Ahlhorner Fischteiche, Sager Heide“ an das Naturschutzgebiet „Ahlhorner Fischteiche“ an. Ein Teil des Naturschutzgebietes „Baumweg“ bildet das 37,5 Hektar große Naturwaldreservat „Urwald Baumweg“.

## Naherholung
Waldgebiet und Ahlhorner Fischteiche dienen auch der Naherholung. Durch die Gebiete verlaufen mehrere Wanderwege. An der Bundesstraße 213 beim Naturschutzgebiet „Baumweg“, bei den Ahlhorner Fischteichen und am Rand des Waldgebietes Hoheging, das sich nach Westen an den Baumweg anschließt, befinden sich Parkplätze.